# Дульдульатлаган
Дульдульатлаган — теснина на реке Амударья в 2056 км от её истока и несколько выше теснины Тюя-Муюн на территории южного Хорезма, состоящая из твердых обнаженных пород материка, характерного для данного района. Длина теснины составляет 1 км, и в пределах её русло Амударьи суживается до 358 м (168 саженей).
Теснина пользуется среди хорезмийцев большой известностью и имеет ряд названий:
1. Дульдульатлаган (место, где перепрыгнул Дульдуль, боевой конь Алия бин Абу-талиба);
2. Дахан-и-Шер (пасть льва), которое упоминается в XI в. у Бируни в арабском переводе «Фамм-эл-Асад» (араб. فم الاسد‎)[3]. Это название также широко известно среди населения Хорезма в форме «Даны-Шер»;
3. Бируни приводит третье название этой теснины «Секр-эш-Шайтан» (араб. ساکر الشیطان‎) — «плотина дьявола»[3]. Оно приведено у Бируни, как и предыдущее, в арабском переводе и поэтому трудно восстановить местное народное её название. Нам кажется, «Секр-эш-шайтан» связано с существующим названием «Джигербент», то есть плотина Джигера. Последнее слово истолковывается народной этимологией как «печень» (в переносном смысле — родное, душа и т. д.). Подлинный смысл этого слова остается неясным[4].

Через теснину перекинут 390-метровый висячий мост — переход газопровода Бухара — Урал, с возможностью пропуска автомобильной нагрузки.